# Walter M. Robertson

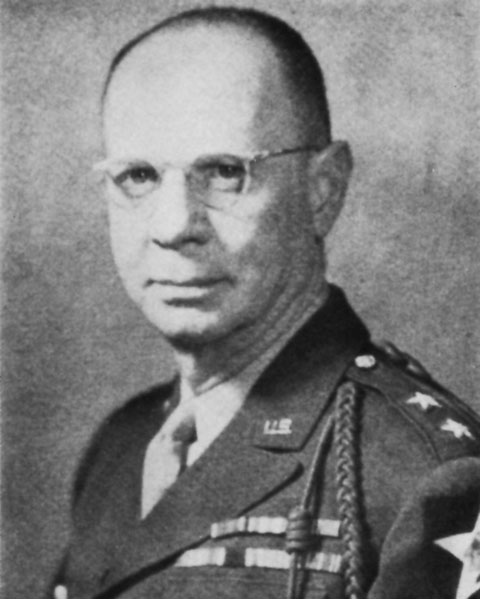
Walter M. Robertson

Walter Melville Robertson (* 15. Juni 1888; † 22. November 1954) war ein US-amerikanischer Zwei-Sterne-General (Generalmajor).

## Leben
Robertson stammte aus einer im Bundesstaat Virginia eingesessenen Familie. Er graduierte 1912 an der US-Militärakademie in West Point und wurde dann Infanterieoffizier. Während des Ersten Weltkriegs war er nicht in Übersee eingesetzt. Zwischen den Kriegen kommandierte er verschiedene Infanterieeinheiten und -verbände, zuletzt das 9. Infanterieregiment (1940–1941).
Von Dezember 1941 bis Mai 1942 war Robertson stellvertretender Kommandeur der 2. US-Infanteriedivision und deren Kommandeur bis Juni 1945. Er führte die Division während der Eroberung des europäischen Festlands im Zweiten Weltkrieg. Seit Juni 1945 war er Kommandierender General des XV. US-Korps. Im Juni 1950 trat er in den Ruhestand.
Robertson war verheiratet; die Ehe blieb kinderlos.

## Auszeichnungen
- Distinguished Service Cross, 27. Januar 1945